# 景天科
景天科（Crassulaceae），是虎耳草目的一科，为多年生草本或低矮灌木，原产于世界温暖干燥地区，北半球大部分区域均有分布，约有34属1426種，其中多种被人工培育为观赏花卉品种。

## 形態
景天科植物为多年生肉质草本或较低矮的灌木，叶、根、茎等营养器官常具红色色素，植株表面的角质层十分多样，气孔的保卫细胞由两个较大和一个较小的细胞包围。叶多肥厚多汁，叶缘常有泌水孔。花小，常为四或五基数，心皮基部合生，常有蜜腺着生，上部多呈不同程度的分离，侧膜胎座，每心皮有一至多枚胚珠，柱头分裂。果实类型为蓇葖果。

## 生理
大部分景天科植物均采用景天酸代謝（以下简称CAM）途径进行碳固定，该光合途径于1812年首次在景天科的伽蓝菜属中被发现，因而得名。CAM植物與一般的C3类植物、C4类植物在气孔开合节律、水分利用、叶细胞酸度等生理表征上都有所不同。但CAM物种并非景天科特有。自CAM被发现以来，科内的多个属均被证明能够进行景天酸代谢，而对各个物种更加具体的生理表征量化描述也逐年被发表。
CAM物种还可进一步细分为兼性CAM和专性CAM两类。专性CAM物种在所有环境条件下都采用CAM策略。兼性CAM物种则仅在干旱等特定环境条件下启用CAM，而其它时候采取在植物界中更为常见的C3途径。目前在该科中发现的一种较特殊的兼性CAM现象来自一个名为'Tom Thumb'的长寿花园艺品种，其仅在短日照环境下进行景天酸代谢。
该科中用于CAM相关研究最常用的模式物种多来自伽蓝菜属。2017年，专性CAM物种玉吊钟的基因组被发表，为景天科中首个被从基因组层面描述其生理代谢特性的物种，两年后白景天的基因组及光合作用相关基因表达规律也被发表。

## 演化
景天科起源非洲南部，隨後向北擴散到地中海地區，再蔓延至亞洲、東歐和北歐，最後擴展至北美。

## 分类
景天科最初在1930年被Berger描述時包括有六個亞科，分別是： 
- 青鎖龍亞科 Crassuloideae
- 伽藍菜亞科 Kalanchoideae
- 銀波錦亞科 Cotyledonoideae
- 擬石蓮亞科 Echeverioideae
- 佛甲草亞科 Sedoideae
- 長生草亞科 Sempervivoideae

其後此分類系统历经多次修訂，各版本的亞科数從兩個到四個不等。20世紀末至21世紀初，植物分類學逐漸步入利用遺傳學信息建立類群演化歷史的分子係統發生時代，多項研究發現Berger于1930年發表的分類係統中，除青鎖龍亞科和伽藍菜亞科之外，其餘四個亞科都不是單係群，違背了現代係統分類學的單係原則，因此需要修訂。1995-2001年間發表的三版基於葉綠體DNA片段的係統樹均顯示景天科中有7個主要單係演化支，而2008年基於核DNA片段的係統樹則發現了第八個演化支。
目前較常用的一个系统将该科划为三亞科，於2007年由Thiede和Eggli確立，其根据为整合上述所有分子數據（包括Mayuzumi在2008年才正式發表的數據）所建的係統樹。
|  | 青鎖龍亞科 Crassuloideae                                                                |
|  |                                                                                         |
|  | \| \| 伽藍菜亞科 Kalanchoideae \| \| \| \| \| \| 長生草亞科 Sempervivoideae \| \| \| \| |
|  |                                                                                         |
|  | 伽藍菜亞科 Kalanchoideae                                                                |
|  |                                                                                         |
|  | 長生草亞科 Sempervivoideae                                                              |
|  |                                                                                         |

|  | 伽藍菜亞科 Kalanchoideae   |
|  |                            |
|  | 長生草亞科 Sempervivoideae |
|  |                            |

|  | 青鎖龍亞科 Crassuloideae                                                                |
|  |                                                                                         |
|  | \| \| 伽藍菜亞科 Kalanchoideae \| \| \| \| \| \| 長生草亞科 Sempervivoideae \| \| \| \| |
|  |                                                                                         |
|  | 伽藍菜亞科 Kalanchoideae                                                                |
|  |                                                                                         |
|  | 長生草亞科 Sempervivoideae                                                              |
|  |                                                                                         |

|  | 伽藍菜亞科 Kalanchoideae   |
|  |                            |
|  | 長生草亞科 Sempervivoideae |
|  |                            |

以下列出三亞科系統中包含的族和屬：

### 长生草亚科 Sempervivoideae

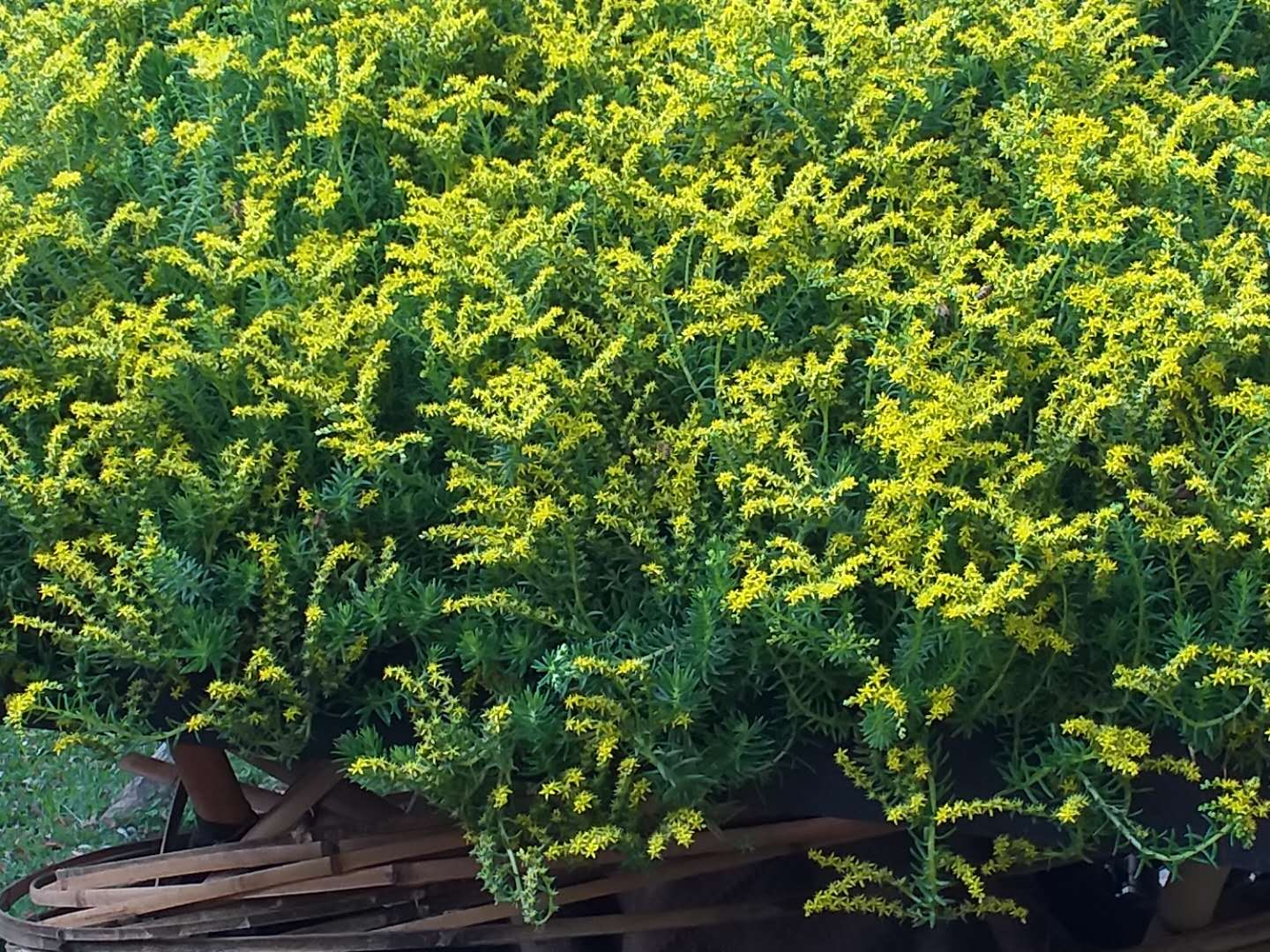
佛甲草 Sedum lineare

#### 八宝族 Telephieae
= Hylotelephium clade
- 石莲属 Sinocrassula A. Berger
- 孔岩草属 Kungia K. T. Fu
- 四国毛花属 Meterostachys Nakai
- 瓦松属 Orostachys (DC.) Fisch.
- 八宝属 Hylotelephium H. Ohba
- 佩氏景天属（英语：Perrierosedum） Perrierosedum (A. Berger) H. Ohba

#### 脐景天族 Umbiliceae
= Rhodiola clade
- 臍景天屬 Umbilicus DC.
- 六瓣景天属／合景天属／假景天属 Pseudosedum (Boiss.) A. Berger
- 红景天属 Rhodiola L.
- 费菜属 Phedimus Raf.

#### 长生草族 Semperviveae
= Sempervivum clade
- 长生草属 Sempervivum L.
- 翅景天属（英语：Petrosedum） Petrosedum Grulich

#### 莲花掌族 Aeonieae
= Aeonium clade
- 恒持金草属（英语：Aichryson）／愛染草屬 Aichryson Webb & Berthel.
- 魔南景天属／单花景天属 Monanthes Haw.
- 莲花掌属 Aeonium  Webb & Berthel.

#### 景天族 Sedeae
Leucosedum clade 
- 无芒燕麦属（西班牙语：Pistorinia）／ 猫爪景天 Pistorinia DC.
- 瓦莲属 Rosularia (DC.) Stapf
- 绒瓦莲属（英语：Prometheum）Prometheum（英语：Prometheum） (A. Berger) Ohba
- 春景天属（英语：Sedella） Sedella Britton & Rose
- 仙女杯属 Dudleya Britton & Rose

Acre clade 
- 景天屬 Sedum L.

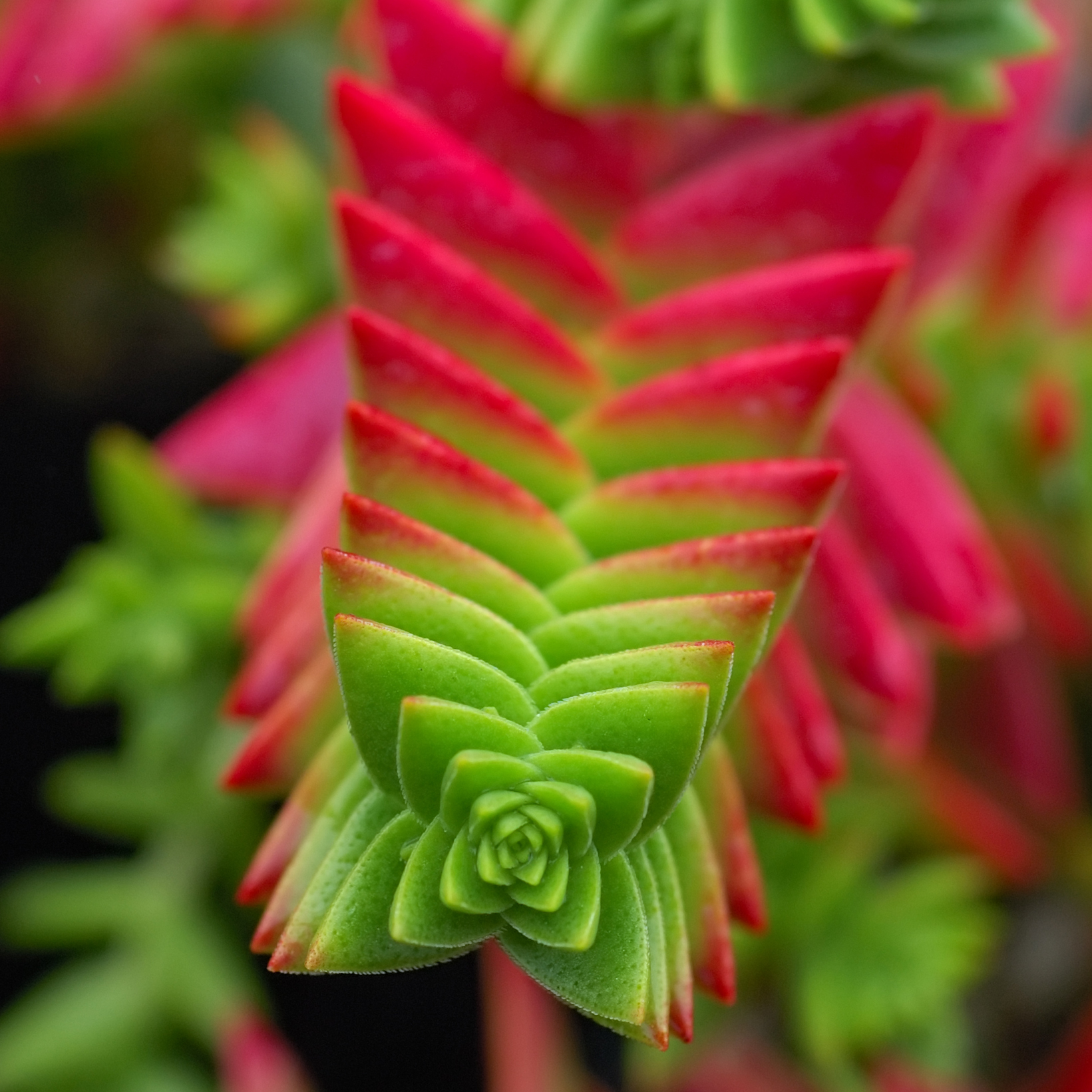
景天科青锁龙属的秋火莲（Crassula capitella）

- 塔莲属（英语：Villadia） Villadia Rose
- 槽叶景天属（英语：Lenophyllum）／纱罗属 Lenophyllum Rose
- 风车草属 Graptopetalum Rose
- 汤氏景天属（英语：Thompsonella）　Thompsonella Britton & Rose
- 拟石莲花属 Echeveria DC.
- 厚叶草属 Pachyphytum Link, Klotzsch & Otto

### 伽蓝菜亚科 Kalanchoideae
= Kalanchoe clade
- 天锦章属／天锦木属 Adromischus Lemaire
- 银波锦属／银波木属／绒叶景天属 Cotyledon Adans.
- 伽蓝菜属／燈籠草属 Kalanchoe Toelken
- 奇峰锦属／奇峰木属 Tylecodon Tourn. ex L.

### 青锁龙亚科 Crassuloideae
= Crassula clade
- 青锁龙屬／肉葉草屬 Crassula L.

## 應用

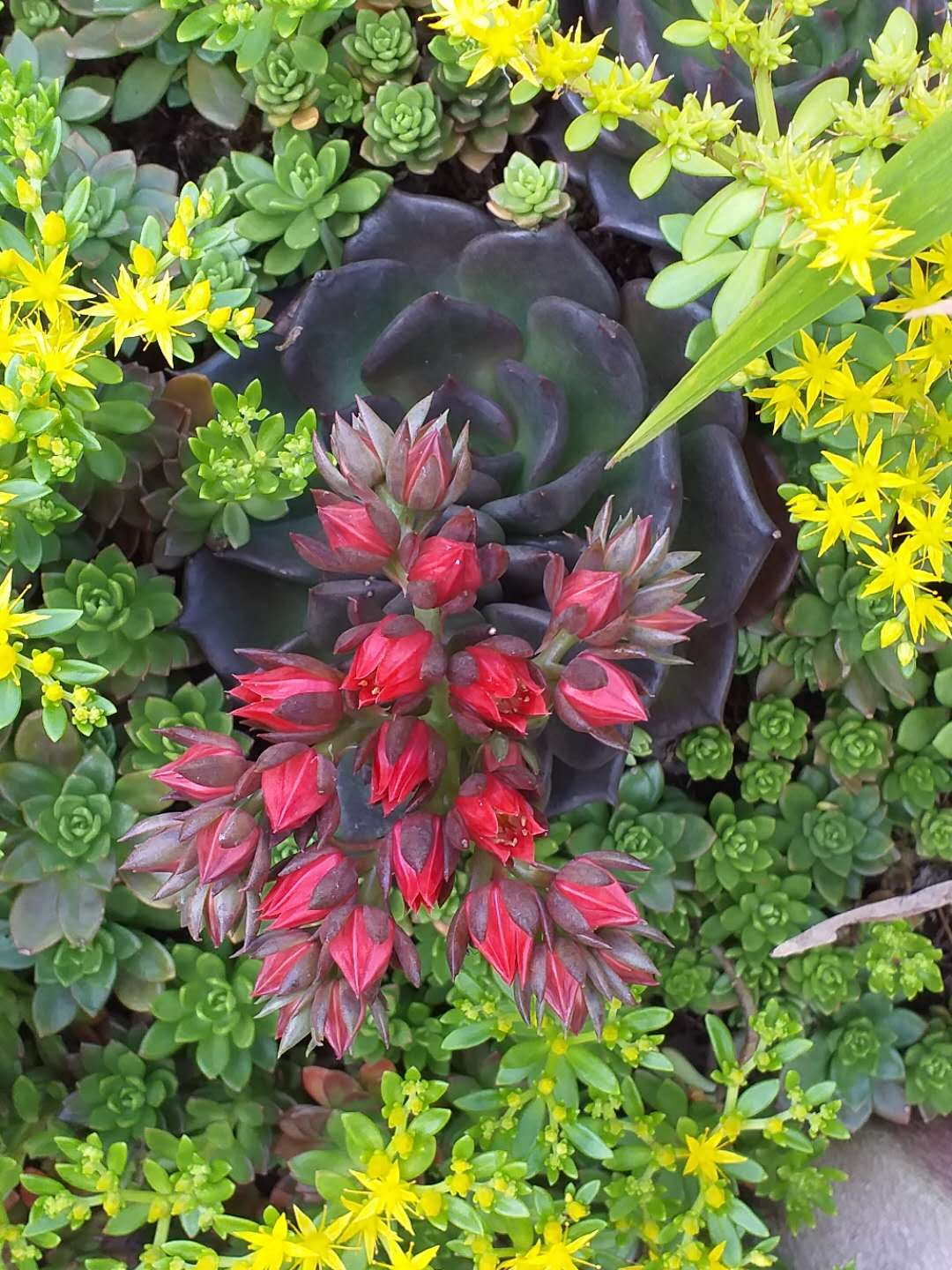
開花的擬石蓮花屬人工雜交種“黑王子”

景天科植物植株矮小，由于是肉质，耗水肥很少，因此极易种植观赏。景天科植物由于其矮小抗风，又不需要大量水肥，耐污染，因此成为目前比较流行的屋顶绿化的首选植物。

## 延伸阅读
[在维基数据编辑]
 《欽定古今圖書集成·博物彙編·草木典·景天部》，出自陈梦雷《古今圖書集成》
 《植物名實圖考·景天》，出自吳其濬《植物名實圖考》